# Henry Sweet
Henry Sweet est un linguiste britannique né le 15 septembre 1845 à St Pancras en Londres et mort le 30 avril 1912 à Oxford, spécialiste en phonétique et en vieil anglais.

## Biographie
Henry Sweet commence à s'intéresser au vieil anglais et au vieux norrois durant ses études au King's College de Londres, entre 1861 et 1863. Il étudie la philologie comparative pendant un an à l'université de Heidelberg auprès d'Adolf Holtzmann (de). De retour en Angleterre, il entre dans le cabinet d'avocats tenu par son oncle. La linguistique continue à le passionner, en particulier la philologie et la phonétique (il suit les cours d'Alexander Melville Bell), et il s'inscrit au Balliol College de l'université d'Oxford en 1869. Il en ressort diplômé en 1873, ayant entre-temps lancé sa carrière universitaire à travers une édition des manuscrits de la traduction en vieil anglais de la Regula pastoralis par Alfred le Grand (1872).
Sweet devient un membre actif de la Société philologique de Londres, qu'il préside de 1876 à 1878. Il se marie en 1887 et vit d'un héritage familial, qu'il complète en écrivant de nombreux livres et en donnant des cours particuliers d'anglais. Ce n'est qu'en 1901 qu'il décroche un poste universitaire, en devenant lecteur en phonétique à Oxford.
Henry Sweet meurt d'anémie pernicieuse en 1912. La même année débute la pièce Pygmalion de George Bernard Shaw, dont le personnage de Henry Higgins est inspiré de Sweet.

## Œuvres
- 1872 : Pastoral Care (éd.)
- 1874 : History of English Sounds (rév. 1888)
- 1876 : Anglo-Saxon Reader
- 1877 : Handbook of Phonetics
- 1882 : Anglo-Saxon Primer
- 1883 : Epinal Glossary (éd.)
- 1883 : King Alfred's Orosius (éd.)
- 1884 : First Middle English Primer
- 1885 : Ælfric's Homilies (éd.)
- 1885 : Extracts from Alfred's Orosius (éd.)
- 1885 : Elementarbuch des gesprochenen Englisch
- 1886 : The Oldest English Texts (éd.)
- 1886 : Second Middle English Primer
- 1886 : Icelandic Primer
- 1887 : Second Anglo-Saxon Reader
- 1888 : The History of English Sounds
- 1890 : Primer of Spoken English
- 1890 : Primer of Phonetics
- 1892 : Manual of Current Shorthand
- 1892 : New English Grammar (rév. 1898)
- 1892 : Short Historical English Grammar
- 1899 : The Practical Study of Languages
- 1900 : The History of Language
- 1902 : Primer of Historical Grammar
- 1908 : The Sounds of English